# Anemurion
Koordinaten: 36° 1′ N, 32° 48′ O

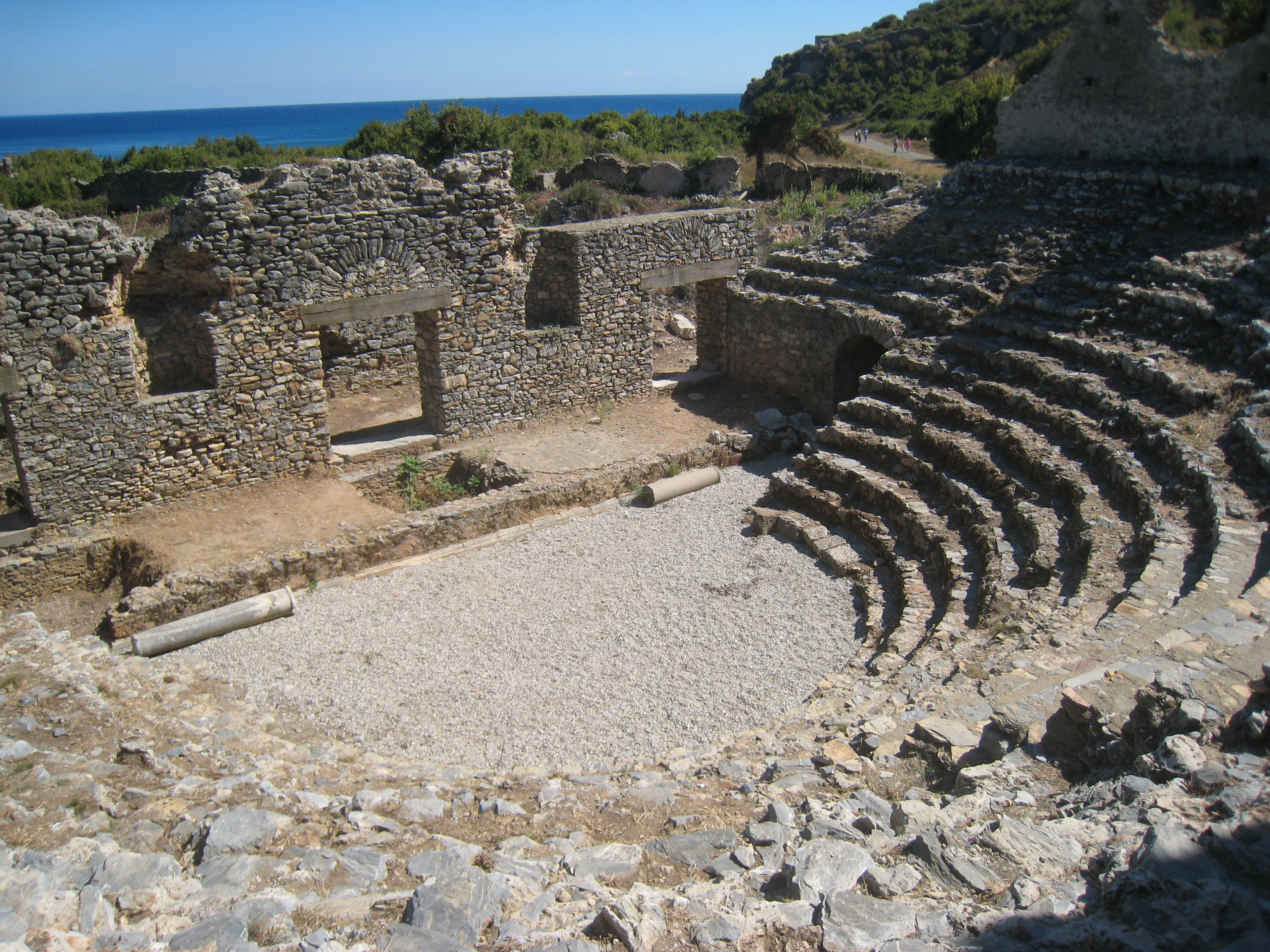
Odeon in Anemurion

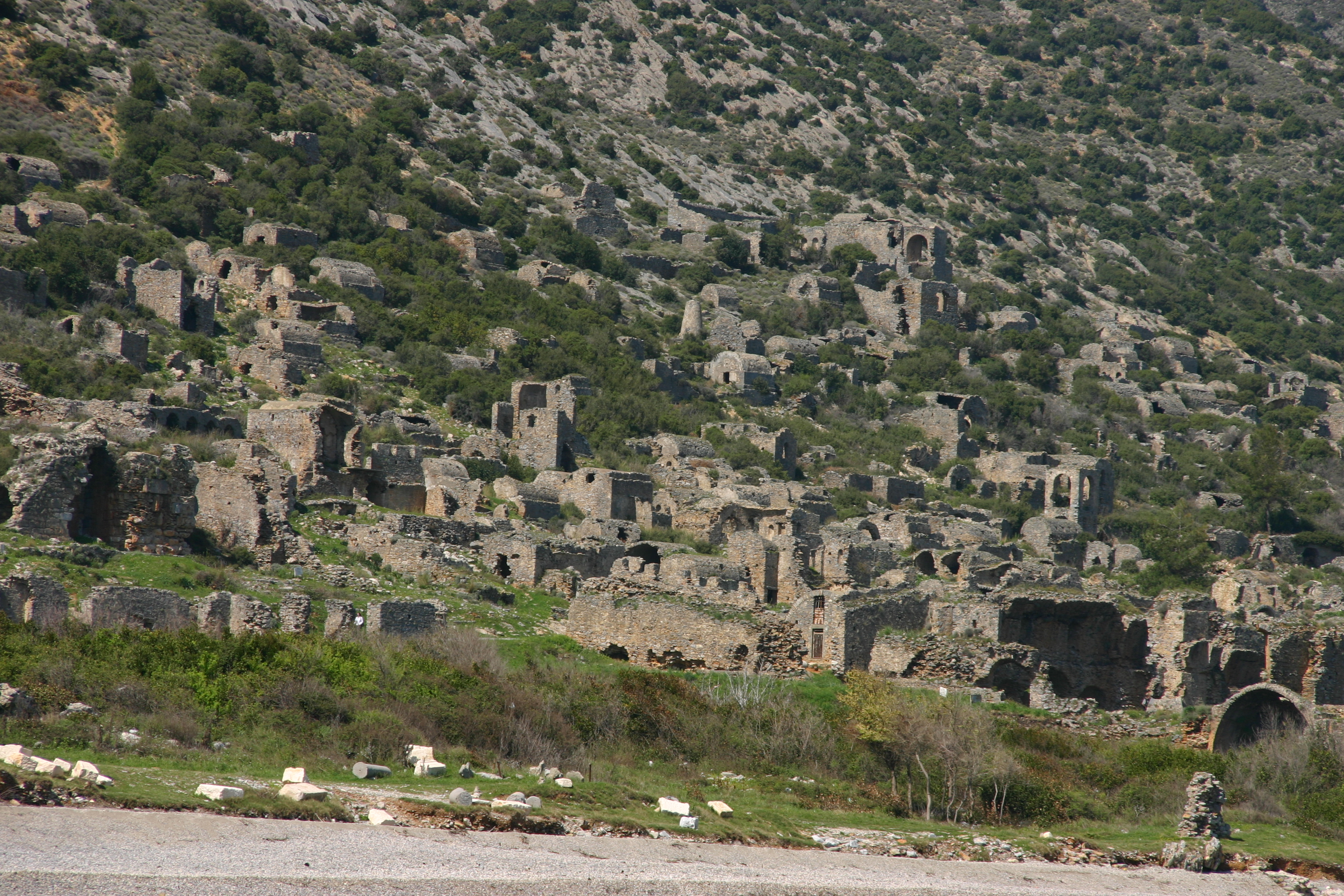
Die Nekropole von Anemurion

Therme

Anemurion (griechisch Ἀνεμούριον (n. sg.), lateinisch Anemurium), heute türkisch Eski Anamur, war eine antike Siedlung im Rauen Kilikien (Kilikia Tracheia) südwestlich des heutigen Anamurs in der südtürkischen Provinz Mersin. Gegenüber Kap Anemurion liegt das Kap der Zyprer oder Kap Krommyus (Kap Kormakitis) auf Zypern, 350 Stadien (etwa 60 km) vom Festland entfernt.

## Geschichte
Die ersten Siedlungsspuren stammen aus dem 8. Jahrhundert v. Chr. Erstmals erwähnt als Hafenort wird Anemurion im 4. Jahrhundert v. Chr. 52 n. Chr. wurde Anemurion vergeblich von den kilikischen Kietai belagert. Eine Entsatztruppe aus Syrien unter Curtius Severus wurde von ihnen zurückgeschlagen, erst König Antiochos IV. von Kommagene konnte sie besiegen. Die Blüte der römischen Stadt reicht bis zur Eroberung durch das Sassanidenreich 260 n. Chr. Bis zu diesem Zeitpunkt wurden auch regelmäßig Bronzemünzen als Kleingeld für den lokalen Bedarf geprägt (römische Provinzialprägungen). Nach der diokletianischen Reichsneuordnung gehörte die Stadt zur Provinz Isauria. Um 382 wurden große Teile der Stadt durch neue Mauern geschützt, im 5. Jahrhundert erlebte die Stadt eine erneute Blüte, worauf zahlreiche Kirchenbauten dieser Zeit hinweisen. Ab dem 7. Jahrhundert ging die Bedeutung der Stadt zurück, sie wurde nach und nach aufgegeben. Im 12. und 13. Jahrhundert gehörte sie zum Königreich Kleinarmenien, in schriftlichen Quellen ist der Ort noch bis in das 14. Jahrhundert bezeugt.
Kirchlich gehörte das Bistum Anemurion zur Metropolis Seleukeia, letztmals bezeugt ist das Bistum im späten 7. Jahrhundert. Das Titularbistum Anemurium geht auf das spätantike Bistum der Stadt zurück.

## Archäologie
Anemurion besteht aus einer befestigten Oberstadt auf dem Kap Anamur und einer nördlich daran anschließenden Unterstadt. In der Stadt sind noch Reste eines Theaters für etwa 1.500 Zuschauer, eines Odeons mit etwa 900 Plätzen, dreier Bäder und einer in Nord-Süd-Richtung verlaufenden Säulenstraße zu erkennen. Betrachtenswert sind die Mosaike im Odeon, die sich in einem Gang unter den Zuschauerrängen befinden. In einem der Bäder kann man noch die Wasserversorgung erkennen; es gibt ein Warmwasserbecken, das durch ein Feuer unter dem Steinbecken erhitzt wurde.
Eine große Nekropole im Nordwesten der Stadt weist etwa 350 Gräber aus dem 1. bis 4. Jahrhundert auf. Innen waren sie mit Wandmalereien und Mosaiken ausgeschmückt, von denen noch Reste (unter anderem die Darstellung einer Medusa) zu sehen sind. Ausgrabungen haben auch bedeutende byzantinische Funde geliefert.

## Forschungsgeschichte
Seit 1966 fanden in Anemuriom kanadische Ausgrabungen unter Leitung von Elisabeth Alföldi-Rosenbaum statt, von 1970 bis 1993 unter Leitung von James Russell.